# Josip Iličić
Josip Iličić (Prijedor, 1988. január 29. –) szlovén válogatott labdarúgó, a Maribor játékosa.

## Pályafutása

### Klubcsapatokban

#### Pályafutásának kezdte
Josip Iličić Prijedorban született, pályafutását pedig a Triglav Kranjban kezdte. Tizenkilenc éves volt, amikor a Britof csapatától az akkor másodosztályú Bonifika Izola csapatához került. 2008 nyarán igazolta le az Interblock Ljubljana.
Iličić huszonegy évesen abba akarta hagyni a labdarúgást, azonban Zlatko Zahovič, az NK Maribor sportigazgatója felhívta, majd a klubhoz igazolta. A klub színeiben a nemzetközi kupaporondon is bemutatkozhatott. 2010 júliusában kétszer is eredményes volt a skót Hibernian ellen az Európa-ligában, majd az olasz Palermo ellen is jó játékkal hívta fel magára a figyelmet. Az akkor hírek szerint a szicíliai klub érdeklődését is felkeltette, majd a szlovén csapat 3–2-es győzelmének másnapján a Palermo bejelentette, hogy leigazolta Iličićet és csapattársát, Armin Bačinovićot. Az átigazolási díjat egyik fél sem erősítette meg, akkori hírek szerint 2,3 millió eurót fizetett a Palermo a Maribornak.

#### Palermo
2012. szeptember 12-én mutatkozott be a Palermo mezében, csereként a Brescia ellen. A következő fordulóban az Internazionale ellen kezdőként lépett pályára és megszerezte első gólját a klubjában. Szeptember 23-án második bajnoki gólját szerezte meg a Juventus ellen. Október 3-án a Fiorentina csapata ellen, majd november 28-án az AS Roma ellen volt eredményes. 2011. június 20-án meghosszabbította szerződését 5 évvel.

#### Fiorentina
2013. július 23-án szerződtette a Fiorentina, amelynek tényét a firenzei klub hivatalos honlapján erősített meg. Az átigazolási díjat nem hozták nyilvánosságra, hírek szerint a különböző bónuszokkal együtt kilencmillió eurót fizettek érte a Palermónak. Iličić első szezonjában hatszor volt eredményes, majd a 2014–2015-ös szezonban tíz találatával a csapat legeredményesebb játékosa volt Mario Gómez mellett.

#### Atalanta
2017. július 5-én az Atalantához írt alá 5,5 millió euró ellenében. Első idényében 11 gólt szerzett és 8 gólpasszal vette ki a részét, amivel nagyban segítette csapata hetedik hely megszerzését a bajnokságban. A 2018–19-es szezonban bronzérmet szerzett csapatával a bajnokságban, 12-szer volt eredményes és csapattársával, Duván Zapatához hasonlóan bekerült a Serie A 2018–2019-es álomcsapatába. 2020. január 25-én a Torino ellen 7–0-ra megnyert mérkőzésen mesterhármast szerzett, ebből az egyik gólját a felezővonal előteréből, szabadrúgásból szerezte. Március 10-én a spanyol Valencia CF elleni bajnokok ligája mérkőzésen 4 gólt szerzett.

### A válogatottban
Iličić a 2010-es világbajnoki selejtezősorozat alatt mutatkozott be a szlovén válogatottban 2010. augusztus 11-én. Első gólját 2013. szeptember 10-én szerezte egy Ciprus elleni mérkőzésen.

## Statisztika
2020. március 10-én frissítve.
| Klub           | Season         | Bajnokság      | Bajnokság     | Bajnokság | Országos kupa | Országos kupa | Nemzetközi kupa | Nemzetközi kupa | Egyéb         | Egyéb | Összesen      | Összesen |
| Klub           | Season         | Bajnokság      | Pályára lépés | Gól       | Pályára lépés | Gól           | Pályára lépés   | Gól             | Pályára lépés | Gól   | Pályára lépés | Gól      |
| -------------- | -------------- | -------------- | ------------- | --------- | ------------- | ------------- | --------------- | --------------- | ------------- | ----- | ------------- | -------- |
| Bonifika       | 2007–08        | 2. SNL         | 24            | 3         | 0             | 0             | —               | —               | —             | —     | 24            | 3        |
| Bonifika       | Összesen       | Összesen       | 24            | 3         | 0             | 0             | —               | —               | —             | —     | 24            | 3        |
| Interblock     | 2008–09        | 1. SNL         | 27            | 9         | 4             | 1             | —               | —               | —             | —     | 31            | 10       |
| Interblock     | 2009–10        | 1. SNL         | 28            | 3         | 2             | 1             | 2               | 0               | 2             | 0     | 34            | 4        |
| Interblock     | Összesen       | Összesen       | 55            | 12        | 6             | 2             | 2               | 0               | 2             | 0     | 65            | 14       |
| Maribor        | 2010–11        | 1. SNL         | 5             | 1         | 0             | 0             | 6               | 3               | —             | —     | 11            | 4        |
| Maribor        | Összesen       | Összesen       | 5             | 1         | 0             | 0             | 6               | 3               | —             | —     | 11            | 4        |
| Palermo        | 2010–11        | Serie A        | 34            | 8         | 5             | 0             | 0               | 0               | —             | —     | 39            | 8        |
| Palermo        | 2011–12        | Serie A        | 33            | 2         | 1             | 3             | 2               | 1               | —             | —     | 36            | 6        |
| Palermo        | 2012–13        | Serie A        | 31            | 10        | 1             | 1             | —               | —               | —             | —     | 32            | 11       |
| Palermo        | Összesen       | Összesen       | 98            | 20        | 7             | 4             | 2               | 1               | —             | —     | 107           | 25       |
| Fiorentina     | 2013–14        | Serie A        | 21            | 3         | 2             | 1             | 8               | 2               | —             | —     | 31            | 6        |
| Fiorentina     | 2014–15        | Serie A        | 25            | 8         | 2             | 0             | 7               | 2               | —             | —     | 34            | 10       |
| Fiorentina     | 2015–16        | Serie A        | 30            | 13        | 1             | 0             | 6               | 2               | —             | —     | 37            | 15       |
| Fiorentina     | 2016–17        | Serie A        | 29            | 5         | 2             | 0             | 4               | 1               | —             | —     | 35            | 6        |
| Fiorentina     | Összesen       | Összesen       | 105           | 29        | 7             | 1             | 25              | 7               | —             | —     | 137           | 37       |
| Atalanta       | 2017–18        | Serie A        | 31            | 11        | 4             | 0             | 6               | 4               | —             | —     | 41            | 15       |
| Atalanta       | 2018–19        | Serie A        | 31            | 12        | 5             | 1             | 0               | 0               | —             | —     | 36            | 13       |
| Atalanta       | 2019–20        | Serie A        | 21            | 15        | 1             | 1             | 7               | 5               | —             | —     | 29            | 21       |
| Atalanta       | Összesen       | Összesen       | 83            | 38        | 10            | 2             | 13              | 9               | —             | —     | 106           | 49       |
| Karrier összes | Karrier összes | Karrier összes | 370           | 103       | 31            | 9             | 48              | 20              | 2             | 0     | 451           | 132      |

## Sikerei, díjai
- Interblock Ljubljana
  - Szlovén kupa: 2008-09

## Külső hivatkozások
- Profilja a NZS oldalán